# Gamaliele (nome)
Gamaliele  è un nome proprio di persona italiano maschile.

## Varianti
- Femminili: Gamaliela[2]

### Varianti in altre lingue
- Catalano: Gamaliel[3]
- Croato: Gamalijel
- Ebraico: גַּמְלִיאֵל (Gamli'el)[3][4][5][6]
- Francese: Gamaliel
- Greco biblico: Γαμαλιήλ (Gamaliel)[5]
- Greco moderno: Γαμαλιήλ (Gamaliīl)
- Inglese: Gamaliel[4][5][7]
- Latino: Gamaliel[1]
- Olandese: Gamaliël
- Russo: Гамлиэль (Gamliė'l)
- Spagnolo: Gamaliel[3]

## Origine e diffusione
Deriva dal nome teoforico ebraico גַּמְלִיאֵל (Gamaliel), contenente il termine El riferito al Dio ebraico, il cui significato viene interpretato generalmente come "ricompensa di Dio", "beneficio di Dio", "Dio è la mia ricompensa", "Dio mi ha dato bene", "Dio ricompensa con bene", o altre variazioni sul tema.
Il nome ha tradizione biblica: nell'Antico Testamento è portato da un capo della tribù di Manasse (Nm 1:10), mentre negli Atti degli Apostoli è il nome sia di un fariseo del sinedrio che prese la parola contro chi voleva uccidere gli apostoli (5:34-40) sia, soprattutto, di Gamaliele, un rabbino che fu maestro di Paolo.

## Onomastico
L'onomastico si può festeggiare in memoria del già citato maestro di Paolo, Gamaliele, venerato come santo dalla Chiesa cattolica e commemorato il 3 agosto.

## Persone
- Gamaliele, rabbino ebreo

### Variante Gamaliel
- Gamaliel II, rabbino ebreo
- Warren Gamaliel Harding, politico statunitense